# G·W·威廉斯博士中学
G·W·威廉斯博士中学（英語：Dr. G.W. Williams Secondary School）是安大略省奥罗拉地区五所高中中的一个学校，也是约克区教育局管辖范围内的两所高中的其中一所。2005年，9至12年级的学生大约有1350名。然而，这个高中的就读人数已经大幅减少至663名学生。在2017－2018学年，该校就读人数增长至大约750名学生。

## 历史
该校于1888年，由威尔斯街（Wells Street）上的威尔斯小学转变为高中（该校），当时学校的名字是奥罗拉高中。1956年，1867年和1998年，该校增加了一些设施。1961年，学校的名字由“奥罗拉高中”改为“威廉斯G.W.博士中学”，为了纪念 David Garnet Wolsley Williams 博士，一个当地的医学医生并且还是当地教育局的委托人。现在该校的主要竞争对手是奥罗拉高中。威廉斯G.W.博士中学现在是约克区教育局拥有国际文凭课程（IB课程）的学校的其中之一。

## 趣闻
- 免费汉堡或热狗日 － 在放暑假前的学期的最后一天，该校学生委员会给每个学生一个免费的汉堡或热狗。

## 足球
该校的足球队被称为“野猫”。由于该校学生和工作人员（由Aitken先生领导）的努力，该校足球队于1984年重新成立。该校足球队的最后一个赛季是在2011年。2012年，他们继续在Bill Carothers S.S.中学比赛并获得YRAA二级冠军赛的第三名。

## 著名的校友
- Travis 和 Dallas （独立乐队 "悲伤" 的成员）
- Brian Stemmle （加拿大高山滑雪队员）[3]
- Garth Gibson 和 David Patterson, Randy Katz 一起提出了独立磁盘冗余阵列(RAID) 的概念
- 高鈞賢（香港藝人）